# Villa Nueva (gemeente in Bolivia)
Villa Nueva, vroeger Loma Alta, is een gemeente (municipio) in de Boliviaanse provincie Federico Román in het departement Pando. De gemeente telt naar schatting 3.155 inwoners (2018). De hoofdplaats is Loma Alta. De Netherlands Reformed Congregations hebben een zendingsgemeente in deze plaats.

## Indeling
De gemeente is als volgt ingedeeld:
- Cantón Villa Nueva - 356 inwoners (2001)
  - Vicecantón Enarewena
  - Vicecantón San Ignacio
  - Vicecantón Santa Fe
  - Vicecantón Triunfo
  - Vicecantón Eureka
- Cantón Perseverancia (Loma Alta) - 537 inw.
  - Vicecantón Comunidad Loma Alta